# Giovanni Pietro Aurelio Mutti
Giovanni Pietro Aurelio Mutti (Bergamo, 10 settembre 1775 – Venezia, 9 aprile 1857) è stato un patriarca cattolico italiano.

## Biografia
Nato a Bergamo (allora facente parte della Repubblica Serenissima) il 10 settembre 1775, fu ordinato prete presso l'Ordine di San Benedetto il 21 dicembre 1799, in un'epoca difficile vista la invasione napoleonica e le conseguenti spoliazioni e censure nei confronti degli ordini religiosi in quegli anni.
Il 14 dicembre 1840 fu nominato vescovo di Verona. Verrà consacrato il 18 luglio dell'anno successivo. Il 15 marzo 1852 fu elevato patriarca di Venezia, ruolo che manterrà fino alla morte, che lo coglierà appena cinque anni dopo, il 9 aprile 1857.

## Opere
(parziale)
- Opere sacre e filosofiche, Verona, Tip. Vicentini e Franchini, 1849.

## Genealogia episcopale
La genealogia episcopale è:
- Cardinale Scipione Rebiba
- Cardinale Giulio Antonio Santori
- Cardinale Girolamo Bernerio, O.P.
- Arcivescovo Galeazzo Sanvitale
- Cardinale Ludovico Ludovisi
- Cardinale Luigi Caetani
- Cardinale Ulderico Carpegna
- Cardinale Paluzzo Paluzzi Altieri degli Albertoni
- Papa Benedetto XIII
- Papa Benedetto XIV
- Papa Clemente XIII
- Cardinale Marcantonio Colonna
- Cardinale Giacinto Sigismondo Gerdil, B.
- Cardinale Giulio Maria della Somaglia
- Vescovo Modesto Farina
- Patriarca Giovanni Pietro Aurelio Mutti, O.S.B.